# Mareuil-en-Brie
Pour les articles homonymes, voir Mareuil.
Mareuil-en-Brie est une commune française, située dans le département de la Marne en région Grand Est. Elle fait partie de la région naturelle de Brie.
Commune rurale de l'aire d'attraction d'Épernay, Mareuil-en-Brie est membre de la communauté de communes des Paysages de la Champagne, à qui elle a transféré un certain nombre de compétences (notamment en matière d'eau et de déchets).
Au dernier recensement de 2022, la commune comptait 289 habitants appelés Mareuillats et Mareuillates. Son économie est particulièrement tournée vers l'agriculture et l'artisanat.
Son patrimoine architectural comprend notamment son église, dédiée à Saint-Rémi. Son patrimoine naturel comprend quant à lui deux zones naturelles d'intérêt écologique, faunistique et floristique.

## Géographie

### Localisation
Mareuil-en-Brie se trouve à l'ouest du département de la Marne, en région Grand Est. La commune appartient à la région agricole de la Brie champenoise.
La commune de Mareuil-en-Brie s'étend sur une superficie de 889 hectares. Sur son territoire, l'altitude varie de 145 à 233 mètres. Le relief est marqué par la vallée du Surmelin, qui traverse le centre de la commune d'est en ouest. Le village se trouve sur le versant nord de la vallée. De part et d'autre, s'élève le plateau de la Brie forestière — entre 215 et 233 mètres d'altitude — et ses étangs.
Par la route, Mareuil-en-Brie se situe à 51 km de Châlons-en-Champagne, préfecture de la Marne, à 57 km de Reims, plus grande ville du département, à 21 km d'Épernay, sa sous-préfecture, et à 17 km de Dormans, bureau centralisateur du canton de Dormans-Paysages de Champagne dont dépend Mareuil-en-Brie depuis 2015. La commune fait en outre partie du bassin de vie d'Épernay.
Mareuil-en-Brie est limitrophe de 4 communes :
| Igny-Comblizy  |                 | Le Baizil |
| Suizy-le-Franc | Mareuil-en-Brie |           |
|                |                 | Corribert |

### Hydrographie
La commune est dans la région hydrographique « la Seine de sa source au confluent de l'Oise (exclu) » au sein du bassin Seine-Normandie. Elle est drainée par le Surmelin, le ru des Grosses Pierres, le fossé 01 de l'Étang de Mareuil et divers bras du Surmelin,.
Le Surmelin, d'une longueur de 41 km, prend sa source dans la commune de Loisy-en-Brie et se jette  dans la Marne à Chartèves, après avoir traversé 17 communes. 
Le ru des Grosses Pierres, d'une longueur de 12 km, prend sa source dans la commune de Le Baizil et se jette  dans le Surmelin à La Ville-sous-Orbais, après avoir traversé six communes. 
Six plans d'eau complètent le réseau hydrographique : l'étang de la Petite Fourcière (0,8 ha), l'étang de Mareuil (9,5 ha), l'étang de Maucreux (4,8 ha), l'étang des Olivats (13,7 ha), l'étang du Bas (7 ha) et l'étang du Haut (4,1 ha),.

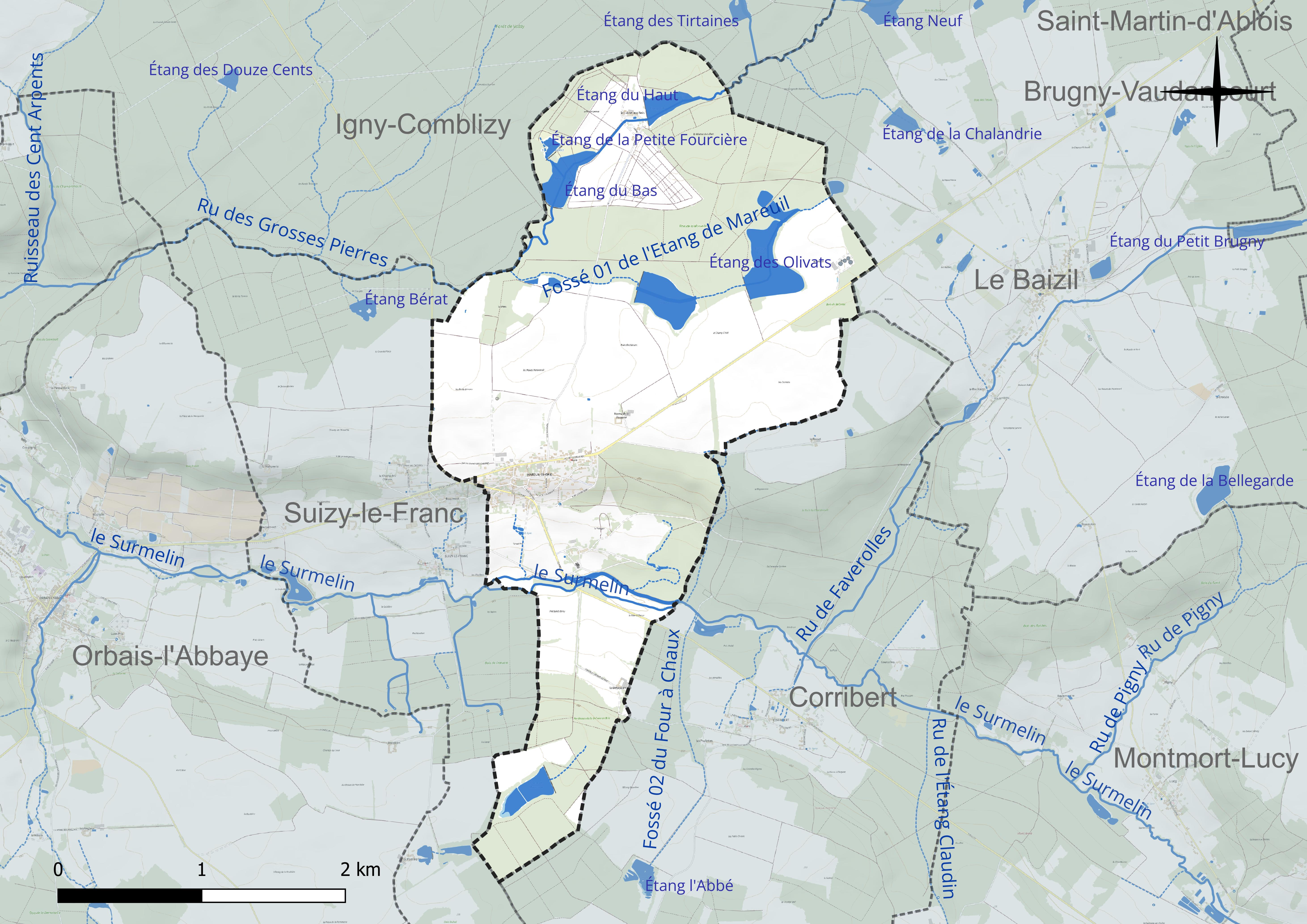
Réseau hydrographique de Mareuil-en-Brie.

### Climat
Pour des articles plus généraux, voir Climat du Grand Est et Climat de la Marne.
En 2010, le climat de la commune est de type climat océanique dégradé des plaines du Centre et du Nord, selon une étude du Centre national de la recherche scientifique s'appuyant sur une série de données couvrant la période 1971-2000. En 2020, Météo-France publie une typologie des climats de la France métropolitaine dans laquelle la commune est exposée à un climat océanique altéré et est dans la région climatique  Nord-est du bassin Parisien, caractérisée par un ensoleillement médiocre, une pluviométrie moyenne régulièrement répartie au cours de l’année et un hiver froid (3 °C). 
Pour la période 1971-2000, la température annuelle moyenne est de 10,3 °C, avec une amplitude thermique annuelle de 15,5 °C. Le cumul annuel moyen de précipitations est de 786 mm, avec 12,6 jours de précipitations en janvier et 8,2 jours en juillet. Pour la période 1991-2020, la température moyenne annuelle observée sur la station météorologique de Météo-France la plus proche, « Chouilly », sur la commune de Chouilly à 21 km à vol d'oiseau, est de 11,4 °C et le cumul annuel moyen de précipitations est de 668,9 mm. 
La température maximale relevée sur cette station est de 40,3 °C, atteinte le 25 juillet 2019 ; la température minimale est de −12,3 °C, atteinte le 5 février 2012,,. 
Les paramètres climatiques de la commune ont été estimés pour le milieu du siècle (2041-2070) selon différents scénarios d'émission de gaz à effet de serre à partir des nouvelles projections climatiques de référence DRIAS-2020. Ils sont consultables sur un site dédié publié par Météo-France en novembre 2022.

### Milieux naturels et biodiversité
L'Inventaire national du patrimoine naturel (INPN) recense 457 espèces sur le territoire de la commune, dont 79 espèces protégées et 38 espèces menacées.
Mareuil-en-Brie compte deux zones naturelles d'intérêt écologique, faunistique et floristique (ZNIEFF), qui font partie du site d'intérêt communautaire « Massif forestier d'Épernay et étangs associés » du réseau Natura 2000.
La ZNIEFF de type I des « étangs du massif forestier d'Épernay, Enghien et Vassy » s'étend sur 127 hectares et 7 communes. Elle regroupe des étangs oligotrophes peu profonds du plateau argilo-siliceux de la Brie champenoise, dont l'étang de Mareuil dans le Bois
de la Morvelle. Ces étangs, souvent bordés de magnocariçaies et saulaies, ont une « végétation originale » pour la région. Cette végétation comprend de nombreuses espèces rares et protégées comme la mâcre nageante, le potamot à feuilles aiguës et l'utriculaire vulgaire dans les groupements aquatiques ou encore le flûteau nageant, le jonc des marécages et la pilulaire dans les vases et grèves exondées. En termes de faune, ces étang sont connus comme un lieu de nidification de plusieurs espèces rares dont le fuligule milouin, le phragmite des joncs ou la sarcelle d'été. Ils accueillent également des espèces menacées ou protégées d'amphibiens (pélodyte ponctué, rainette arboricole, salamandre tachetée et triton crêté), de mammifères (musaraigne aquatique, putois) ou encore de libellules (leucorrhine à gros thorax). 
Le nord de la commune, autour du Bois de la Morvelle, fait partie de la ZNIEFF de type II du « massif forestier et étangs associés entre Épernay, Vertus et Montmort-Lucy ». Celle-ci regroupe de nombreux massifs forestiers et étangs au sud et à l'ouest d'Épernay, sur le plateau de la Brie champenoise.

## Urbanisme

### Typologie
Au 1er janvier 2024, Mareuil-en-Brie est catégorisée commune rurale à habitat dispersé, selon la nouvelle grille communale de densité à sept niveaux définie par l'Insee en 2022.
Elle est située hors unité urbaine. Par ailleurs la commune fait partie de l'aire d'attraction d'Épernay, dont elle est une commune de la couronne,. Cette aire, qui regroupe 44 communes, est catégorisée dans les aires de 50 000 à moins de 200 000 habitants,.

### Occupation des sols
L'occupation des sols de la commune, telle qu'elle ressort de la base de données européenne d’occupation biophysique des sols Corine Land Cover (CLC), est marquée par l'importance des territoires agricoles (54,7 % en 2018), une proportion sensiblement équivalente à celle de 1990 (54,9 %). La répartition détaillée en 2018 est la suivante : terres arables (42 %), forêts (41,4 %), prairies (12,7 %), zones urbanisées (3,4 %), milieux à végétation arbustive et/ou herbacée (0,4 %).
L'évolution de l’occupation des sols de la commune et de ses infrastructures peut être observée sur les différentes représentations cartographiques du territoire : la carte de Cassini (XVIIIe siècle), la carte d'état-major (1820-1866) et les cartes ou photos aériennes de l'IGN pour la période actuelle (1950 à aujourd'hui).

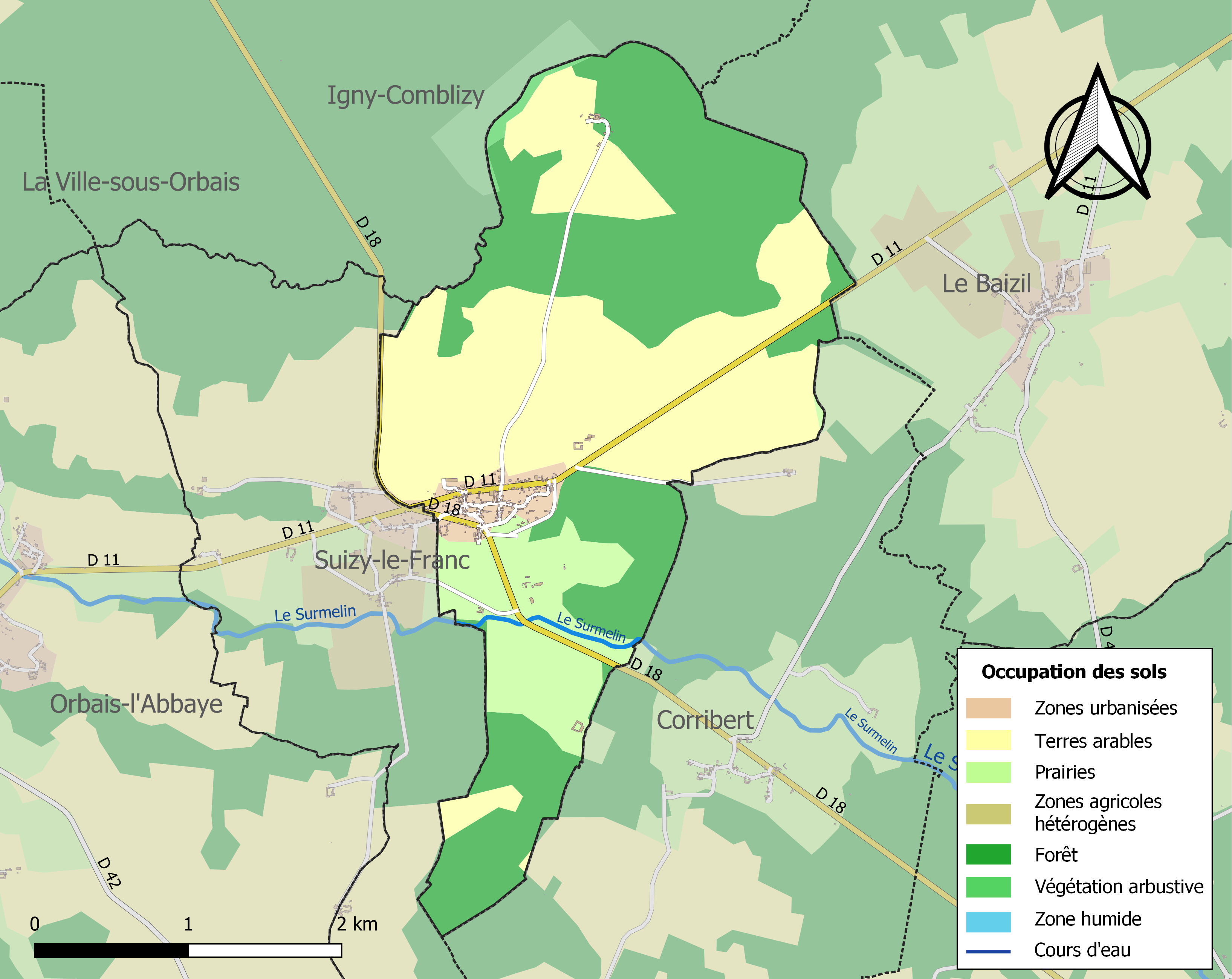
Carte des infrastructures et de l'occupation des sols de la commune en 2018 (CLC).

### Morphologie rurale, hameaux et écarts
Le village de Mareuil-en-Brie est principalement compris entre la route départementale 11 au nord et la route département 18 au sud. Il débute sur le rebord du plateau de la Brie et descend vers le sud en direction du Surmelin. Le village se prolonge également vers l'ouest, en dehors du territoire communal, dans le hameau de Beaumont (commune de Suizy-le-Franc).
Les constructions anciennes, souvent en pierre meulière avec des encadrements et chaînages en brique, sont concentrées autour de quatre ilôts et généralement alignées sur rue. Les constructions plus récentes sont moins denses, à l'image du lotissement Clos Moreau au sud de la D 18.
La commune comprend deux écarts principaux : le Lohan aux Bois au nord de la commune et la Dehaie en Brie au sud,. Autour du village, on trouve également la ferme de la Forgerie, le château et sa ferme ainsi que l'ancien moulin.

### Planification
Les règles d'urbanisme sur le territoire de Mareuil-en-Brie sont déterminées par le schéma de cohérence territoriale d'Épernay et sa Région (SCoTER) approuvé le 5 décembre 2018 et par le plan local d'urbanisme (PLU) de la commune révisé par délibération du 12 mars 2007.

### Habitat et logement
En 2022, Mareuil-en-Brie compte 141 logements. Ces logements sont à 97 % des maisons ; la commune ne comptant que 4 appartements. En raison de la prévalence des maisons, les résidences principales de Mareuil-en-Brie disposent en moyenne de 5,3 pièces.
Le tableau ci-dessous présente une comparaison de quelques indicateurs chiffrés du logement pour Mareuil-en-Brie, la communauté de communes des Paysages de la Champagne (CCPC), le département de la Marne et la France entière :
|                                                            | Mareuil-en-Brie | CCPC   | Marne   | France     |
| ---------------------------------------------------------- | --------------- | ------ | ------- | ---------- |
| Ensemble des logements                                     | 141             | 11 520 | 302 456 | 37 527 880 |
| Part des résidences principales (en %)                     | 82,6            | 80,7   | 87,5    | 82,3       |
| Part des résidences secondaires (en %)                     | 12,3            | 6,1    | 3,5     | 9,7        |
| Part des logements vacants (en %)                          | 5,1             | 13,1   | 9,0     | 8,0        |
| Part des propriétaires de leur résidence principale (en %) | 84,5            | 76,9   | 52,4    | 57,5       |

À Mareuil-en-Brie, en 2022, 82,6 % des logements sont des résidences principales, 12,3 % des résidences secondaires et 5,1 % des logements vacants. Par ailleurs, 84,5 % des ménages sont propriétaires de leur résidence principale. Mareuil-en-Brie se démarque alors par un nombre supérieur à la moyenne de résidences secondaires et de ménages propriétaires de leur résidence principale.
Parmi les 114 résidences principales construites avant 2020, 24,6 % avaient été construites avant 1919, 15,6 % entre 1919 et 1945, 18,6 % entre 1946 et 1970, 19,9 % entre 1971 et 1990, 7,7 % entre 1991 et 2005 et 13,6 % entre 2006 et 2019.
Le tableau ci-dessous présente l'évolution du nombre de logements sur le territoire de la commune, par catégorie, depuis 1968 :
|                        | 1968 | 1975 | 1982 | 1990 | 1999 | 2006 | 2011 | 2016 | 2022 |
| ---------------------- | ---- | ---- | ---- | ---- | ---- | ---- | ---- | ---- | ---- |
| Résidences principales | 68   | 74   | 67   | 74   | 85   | 102  | 103  | 108  | 116  |
| Résidences secondaires | 13   | 18   | 34   | 23   | 21   | 15   | 13   | 19   | 17   |
| Logements vacants      | 20   | 11   | 7    | 18   | 11   | 5    | 7    | 8    | 7    |
| Total                  | 101  | 103  | 108  | 115  | 117  | 122  | 123  | 135  | 141  |

### Voies de communication et transports
Les deux principaux axes de communication traversant le village sont la route départementale 11, reliant Épernay au nord-est et Montmirail au sud-ouest, et la route départementale 18, reliant Dormans au nord-ouest et Sommesous au sud-est.
L'automobile a une place importante dans les déplacements. Ainsi, en 2022, 95,4 % des ménages de la commune disposent d'au moins une voiture (dont 57,8 % comptent deux voitures ou plus) et 93,6 % des actifs se rendent sur leur lieu de travail en voiture ou en camion.

### Risques naturels et technologiques
Le territoire de Mareuil-en-Brie est vulnérable à différents risques naturels et technologiques. La commune n'est cependant pas dans l'obligation d'élaborer et publier un document d'information communal sur les risques majeurs ou un plan communal de sauvegarde.
Mareuil-en-Brie peut être concernée par des risques de mouvements de terrain et par le risque d'inondation par remontée de nappe. La commune a fait l'objet d'un arrêté reconnaissant l'état de catastrophe naturelle pour des inondations et/ou coulées de boue en 1999.
Mareuil-en-Brie est affectée par le phénomène de retrait-gonflement des argiles (risque moyen). Le risque sismique est très faible sur son territoire. De même, le potentiel radon de la commune est faible.
La commune compte par ailleurs un site potentiellement concerné par la pollution des sols, un garage.

## Toponymie
Le nom de la localité est attesté sous les formes Marollum (1131) ; Marueil (vers 1222) ; Marolium (1231) ; Maruel (vers 1252) ; Maroil de lez Orbez (1270) ; Marueilg (1280) ; Mareul (1330) ; Mareul-en-Brye (1393) ; Maroil (1397) ; Marueil-en-Brie (1399) ; Le chastel et « chastellenie de Mareuil-en-Brie, en laquelle appartient Mareuil-la-Ville » (1404) ; Maræul-en-Brie (1529) ; Mareuille-en-Brie (XVIIIe siècle) ; Mareuil-sur-Orbais, Marollium subtus Orbacum (1783) ; Mareuil-en-Brie ou sur-le-Moulin (1860).
Le mot « Mareuil » est d'origine gauloise, il est composé de °maro (grand) et de °-ialo qui désignait un espace découvert, une « clairière ». Le déterminant « en Brie » permet de différencier la commune d'autres villages portant le même nom, notamment Mareuil-le-Port et Mareuil-sur-Ay également situées dans le département de la Marne. La Brie est une région naturelle française située dans la partie orientale du Bassin parisien, entre les vallées de la Marne, de la Seine et la côte d'Île-de-France.
L'écart du Lohan aux Bois correspond à un ancien prieuré. Son nom est attesté sous les formes Ecclesia Beate Marie de Lohan (1170) ; Les religieux du Lohan (1381) ; Les bons hommes du Lohan (1428) ; Lohan-aux-Bois (XVIIIe siècle) et Le Lohan-au-Bois (1847). L'ancienne habitation de garde de la Dehaie en Brie est quant à elle attestée dès 1720 (La de Haubry).

## Histoire

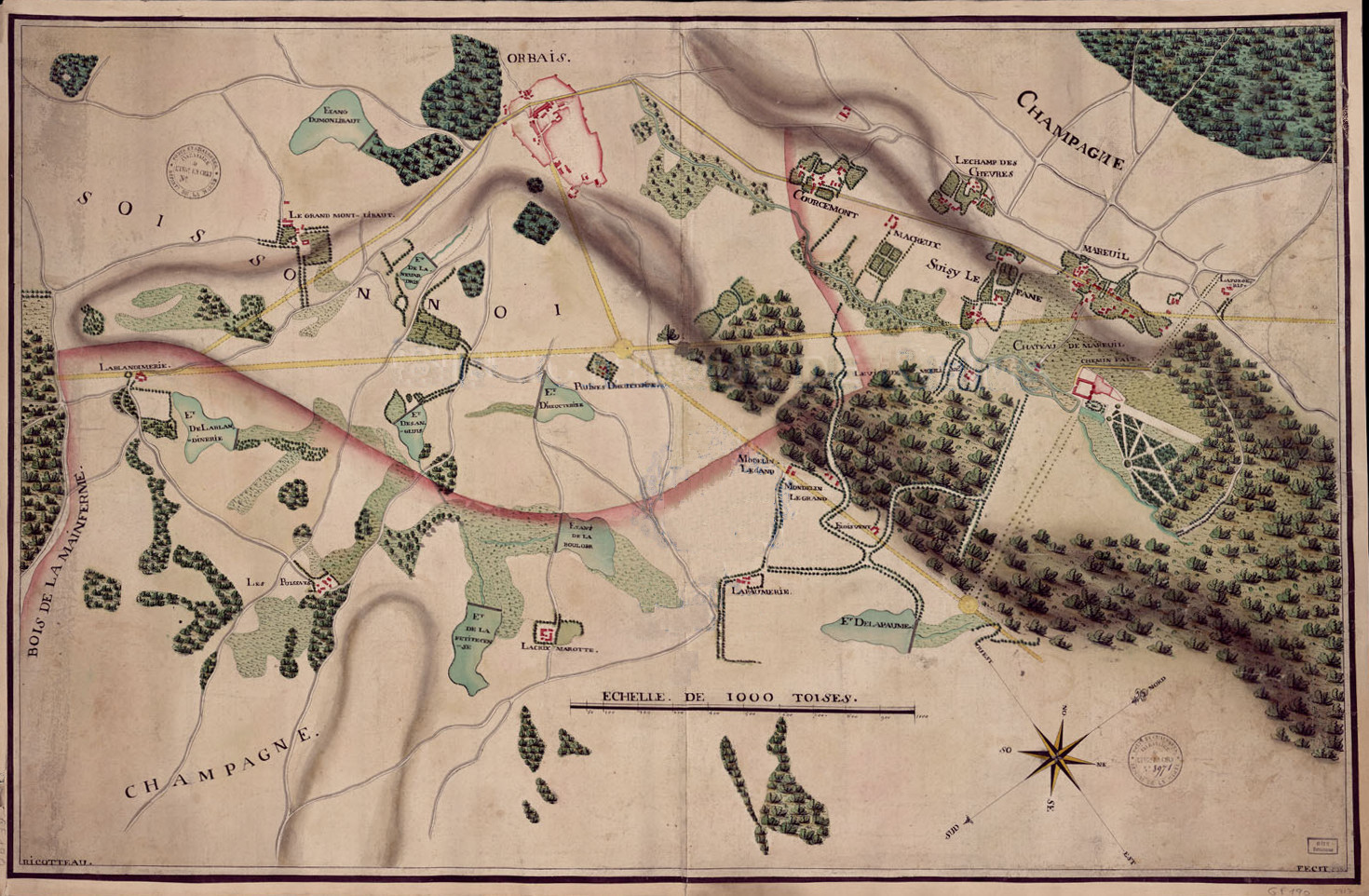
Mareuil à la droite d'Orbais, sur une carte de l'Ancien Régime.

Le village de Mareuil-en-Brie est mentionné en 1131 et avant la Révolution, son église relevait du diocèse de Soissons et du doyenné d'Orbais. Le village dépendait de l'élection d'Épernay et suivait la coutume de Vitry.
Eustache II, seigneur de Conflans et de Mareuil, qui a commencé à construire une maison forte à Mareuil dont il a terminé le quart du mur, obtient en 1231 du comte de Champagne l'autorisation d'achever ce mur en échange de la promesse de ne faire aucune fortification nouvelle dans cette maison sans une seconde autorisation. En 1242, il reconnait qu'il tient cette maison du comte de Champagne, qui l'a autorisé à entourer cette maison de murs sans tour et de fossés larges de 25 pieds mais qu'il ne pourra y ajouter d'autres fortifications, et que cette maison lui sera jurable et rendable.
Le 1er janvier 1917, le 234e régiment d'artillerie de campagne est constitué à Mareuil-en-Brie.

## Politique et administration

### Rattachements administratifs et électoraux

#### Rattachements administratifs
La commune se trouve dans l'arrondissement d'Épernay au sein du département de la Marne et de la région Grand Est.
Elle faisait partie depuis 1793 du canton de Montmort-Lucy. Dans le cadre du redécoupage cantonal de 2014 en France, cette circonscription administrative territoriale a disparu, et le canton n'est plus qu'une circonscription électorale.

#### Rattachements électoraux
Pour les élections départementales, la commune fait partie depuis 2014 du canton de Dormans-Paysages de Champagne.
Pour l'élection des députés, elle fait partie de la troisième circonscription de la Marne.

### Intercommunalité
Mareuil-en-Brie était membre de la communauté de communes de la Brie des Étangs, un établissement public de coopération intercommunale (EPCI) à fiscalité propre créé en 2003 et auquel la commune avait transféré un certain nombre de ses compétences, dans les conditions déterminées par le Code général des collectivités territoriales.
Dans le cadre des dispositions de la loi portant nouvelle organisation territoriale de la République du 7 août 2015, qui prévoit que les établissements publics de coopération intercommunale (EPCI) à fiscalité propre doivent avoir un minimum de 15 000 habitants, cette intercommunalité a fusionné avec ses voisines pour former, le 1er janvier 2017, la communauté de communes des Paysages de la Champagne, dont est désormais membre la commune.
Mareuil-en-Brie n'est membre d'aucune autre intercommunalité.

### Liste des maires
| Période                                  | Période                      | Identité       | Étiquette | Qualité                        |
| ---------------------------------------- | ---------------------------- | -------------- | --------- | ------------------------------ |
| Les données manquantes sont à compléter. |                              |                |           |                                |
| mars 2001                                | mars 2008                    | Bernard Alloux |           |                                |
| mars 2008                                | En cours (au 4 juillet 2014) | José Miguel    |           | Réélu pour le mandat 2014-2020 |

### Jumelages
Au 1er janvier 2023, Mareuil-en-Brie n'est jumelée avec aucune ville.

## Équipements et services publics

### Eau et déchets
L'approvisionnement en eau potable et l'assainissement des eaux usées sont des compétences de la communauté de communes des Paysages de la Champagne. La commune de Mareuil-en-Brie est alimentée en eau potable par le captage de Suizy-le-Franc. La production et la distribution d'eau potable font l'objet d'une délégation de service public confiée à Suez jusqu'en 2029. Mareuil-en-Brie accueille une station d'épuration à lagunage naturel d'une capacité de 300 équivalent-habitants sur son territoire. L'assainissement collectif y est assuré en régie par la communauté de communes.
La communauté de communes est également compétente en matière de déchets. La collecte des ordures ménagères résiduelles et des déchets recyclables est réalisée en porte à porte. La communauté de commune adhérant au syndicat de valorisation des ordures ménagères de la Marne (SYVALOM), ces déchets sont amenés au centre de transfert départemental de Pierry puis valorisés sur le site de La Veuve. La collecte du verre et des textiles se fait en apport volontaire. La communauté de communes met par ailleurs six déchèteries à disposition de ses habitants, accessibles après création d'une carte d'accès : à Châtillon-sur-Marne, Damery-Venteuil, Fèrebrianges, Mareuil-le-Port, Montmort-Lucy et Trélou-sur-Marne.

### Enseignement

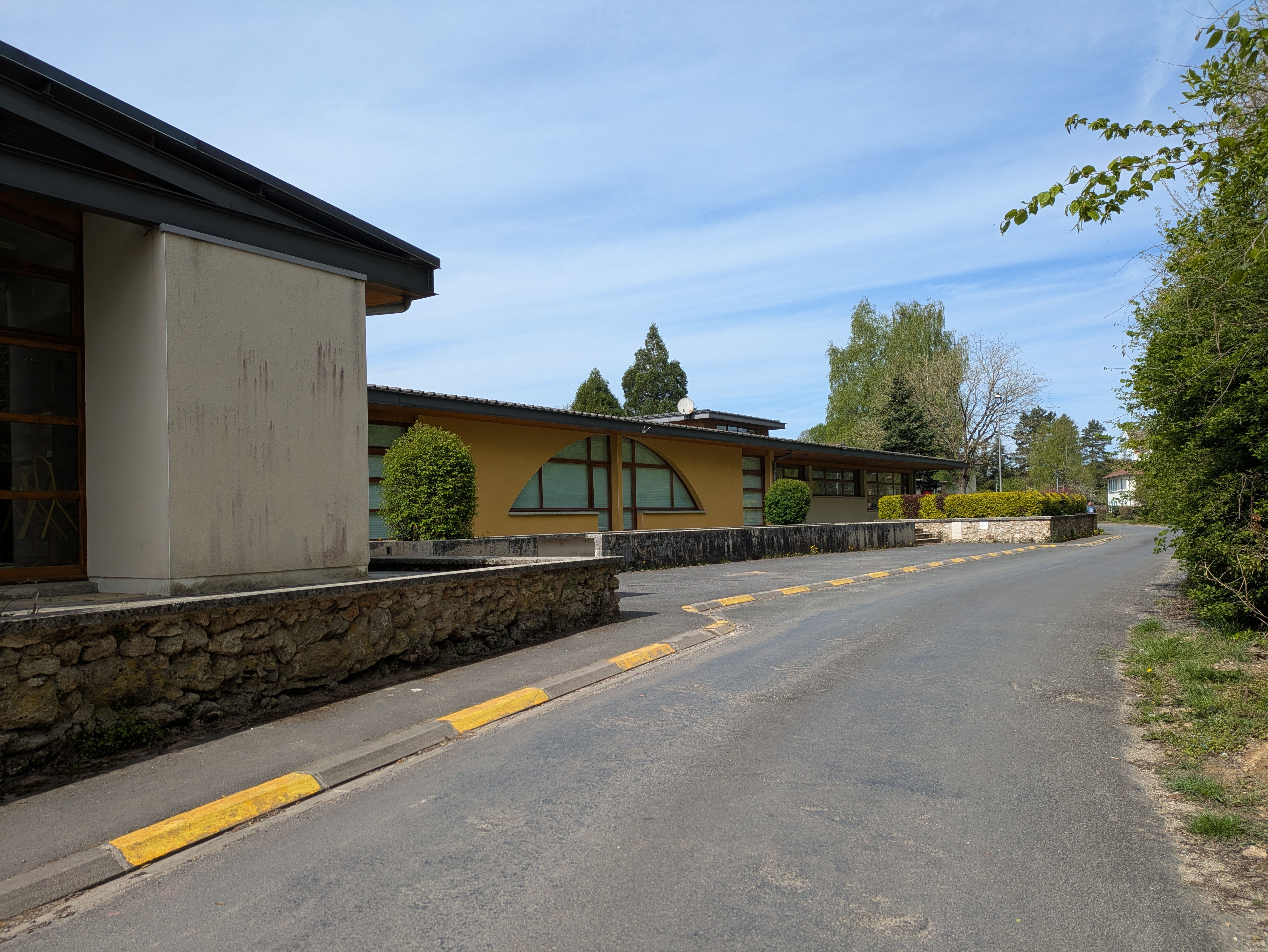
Les écoles d'Orbais-l'Abbaye, situées rue du Parc.

Mareuil-en-Brie fait partie de l'académie de Reims.
Les enfants de Mareuil-en-Brie sont accueillis au sein des écoles d'Orbais-l'Abbaye. Installées rue du Parc, les écoles sont fréquentées par 39 élèves de maternelle et 54 élèves d'élémentaire (chiffres 2024-2025)
Les jeunes de Mareuil-en-Brie sont ensuite rattachés au collège Lucie Aubrac de Montmort-Lucy et au lycée La Fontaine du Vé de Sézanne.

### Postes et télécommunications
Deux boîtes aux lettres de La Poste se trouvent sur le territoire de la commune : rue du Moulin et allée des Ecossières. Le bureau de poste le plus proche est l'agence communale d'Orbais-l'Abbaye, à environ 3 km de Mareuil-en-Brie.

### Justice, sécurité et secours
Du point de vue judiciaire, Mareuil-en-Brie relève du conseil de prud'hommes d'Épernay, du tribunal de commerce de Reims, du tribunal judiciaire, du tribunal paritaire des baux ruraux et du tribunal pour enfants de Châlons-en-Champagne, dans le ressort de la cour d'appel de Reims. Pour le contentieux administratif, la commune dépend du tribunal administratif de Châlons-en-Champagne et de la cour administrative d'appel de Nancy.
Mareuil-en-Brie est située en secteur Gendarmerie nationale et dépend de la brigade d'Étoges.
En matière d'incendie et de secours, le centre d'incendie et de secours le plus proche est celui de Montmort, dépendant du Service départemental d'incendie et de secours (SDIS) de la Marne. La commune est rattachée au centre de première intervention de Saint-Martin-d'Ablois-Boursault, qui compte 17 sapeurs-pompiers volontaires intercommunaux suppléant les pompiers professionnels du SDIS.

## Population et société

### Démographie
La commune connaît un important exode rural, voyant sa population divisée par deux entre 1881 et 1982. Depuis 1982, le nombre d'habitant croît à nouveau, pour s'approcher des 300 Mareuillats et Mareuillates en 2022.
L'évolution du nombre d'habitants est connue à travers les recensements de la population effectués dans la commune depuis 1793. Pour les communes de moins de 10 000 habitants, une enquête de recensement portant sur toute la population est réalisée tous les cinq ans, les populations de référence des années intermédiaires étant quant à elles estimées par interpolation ou extrapolation. Pour la commune, le premier recensement exhaustif entrant dans le cadre du nouveau dispositif a été réalisé en 2008.

En 2022, la commune comptait 289 habitants, en évolution de +7,04 % par rapport à 2016 (Marne : −1,19 %, France hors Mayotte : +2,11 %).
| 1793 | 1800 | 1806 | 1821 | 1831 | 1836 | 1841 | 1846 | 1851 |
| ---- | ---- | ---- | ---- | ---- | ---- | ---- | ---- | ---- |
| 295  | 323  | 379  | 335  | 420  | 413  | 423  | 426  | 412  |

| 1856 | 1861 | 1866 | 1872 | 1876 | 1881 | 1886 | 1891 | 1896 |
| ---- | ---- | ---- | ---- | ---- | ---- | ---- | ---- | ---- |
| 383  | 387  | 418  | 400  | 405  | 403  | 358  | 328  | 349  |

| 1901 | 1906 | 1911 | 1921 | 1926 | 1931 | 1936 | 1946 | 1954 |
| ---- | ---- | ---- | ---- | ---- | ---- | ---- | ---- | ---- |
| 328  | 337  | 328  | 271  | 295  | 260  | 264  | 308  | 254  |

| 1962 | 1968 | 1975 | 1982 | 1990 | 1999 | 2006 | 2008 | 2013 |
| ---- | ---- | ---- | ---- | ---- | ---- | ---- | ---- | ---- |
| 214  | 220  | 218  | 186  | 215  | 232  | 247  | 251  | 258  |

| 2018 | 2022 | - | - | - | - | - | - | - |
| ---- | ---- | - | - | - | - | - | - | - |
| 280  | 289  | - | - | - | - | - | - | - |

### Sports, loisirs et vie associative
Mareuil-en-Brie compte une salle des fêtes communale, mais aucun équipement sportif. La commune est toutefois traversée par le sentier de grande randonnée 14.
Le plan local d'urbanisme de 2007 y recense par ailleurs deux associations : Mareuil animation (comité des fêtes local) et l'association des personnes âgées (pour l'aide à domicile).

### Cultes
Pour le culte catholique, Mareuil-en-Brie dépend de la paroisse Saint-Alpin - Le Surmelin, au sein du diocèse de Châlons-en-Champagne.

### Médias
La presse écrite régionale comprend le quotidien L'Union et l'hebdomadaire L'Hebdo du vendredi.
Parmi les stations de radio locales, il est possible de citer Ici Champagne-Ardenne et Champagne FM.

## Économie

### Revenus de la population et fiscalité
En 2021, la commune compte 111 ménages fiscaux, regroupant 277 personnes.
Le revenu disponible par unité de consommation est alors de 23 710 €, légèrement inférieur à celui de la communauté de communes des Paysages de la Champagne (24 050 €) mais supérieur à celui du département de la Marne (22 830 €) et de la France métropolitaine (23 080 €).
Pour des raisons de secret statistique, le taux de pauvreté à Mareuil-en-Brie n'est pas communiqué par l'Insee.

### Emploi
Mareuil-en-Brie appartient à la zone d'emploi d'Épernay.
En 2022, le taux d'activité des 15-64 ans est de 79,8 %, comparable à celui de la communauté de communes (80,3 %) et supérieur à celui du département (74,6 %) et de la France métropolitaine (75,3 %). Pour cette même catégorie de population, le taux de chômage est de 7 % contre 7,5 % pour la communauté de communes, 11,8 % pour la Marne et 11,3 % pour la France métropolitaine.
En 2022, Mareuil-en-Brie compte 30 emplois, dont 67,5 % de salariés et 32,5 % de non-salariés. Avec 136 actifs y résidant, la commune a alors un indicateur de concentration d'emploi de 21,8. Dans les faits, 13,1 % des actifs résidant à Mareuil-en-Brie y travaillent tandis que 86,9 % travaillent dans une autre commune.

### Entreprises, commerces et agriculture
L'essentiel de l'activité économique est tourné vers l'agriculture et l'artisanat.
En 2022, Mareuil-en-Brie compte 25 établissements économiquement actifs (hors agriculture). Le seul commerce de la commune en 2024 est un salon de coiffure.
Pour les commerces de proximité, les habitants de la commune peuvent se rendre à Orbais-l'Abbaye. Ils se dirient généralement vers Épernay pour les autres services et administrations.
En 2020, Mareuil-en-Brie compte 4 exploitations agricoles, pour une surface agricole utilisée de 508 hectares et 5 emplois à temps plein. Selon l'Agreste, la production agricole de la commune est spécialisée dans les grandes cultures.

## Culture locale et patrimoine

### Lieux et monuments
Le principal monument de la commune est son église du XVIIIe siècle, dédiée à Remi de Reims. Sa chapelle sud est construite pendant la deuxième moitié du XIXe siècle. Parmi son mobilier, on peut citer des verrières d'Olivier Durieux de 1873, mais surtout un retable du XVIe siècle en bois polychrome et doré, représentant 27 scènes de la vie et de la Passion du Christ, en grande partie volé en 1974,. Ce retable, dont il ne subsiste que trois scènes, est classé monument historique au titre objet.
Parmi le patrimoine bâti de la commune, on compte également deux lavoirs : le lavoir de la fontaine Orban, au sud, et un lavoir plus récent, en bordure de la D 11 au nord.

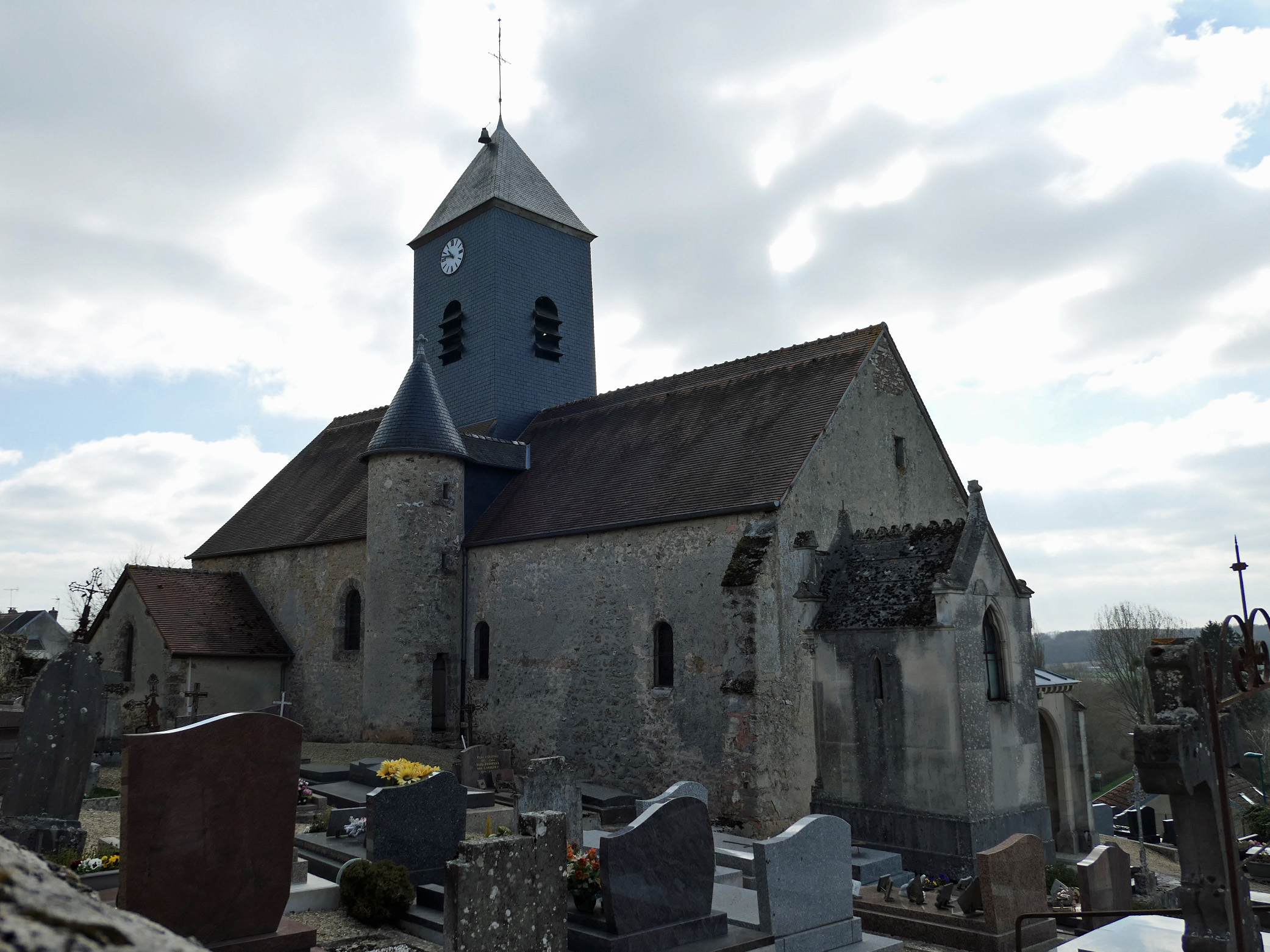
L'église.
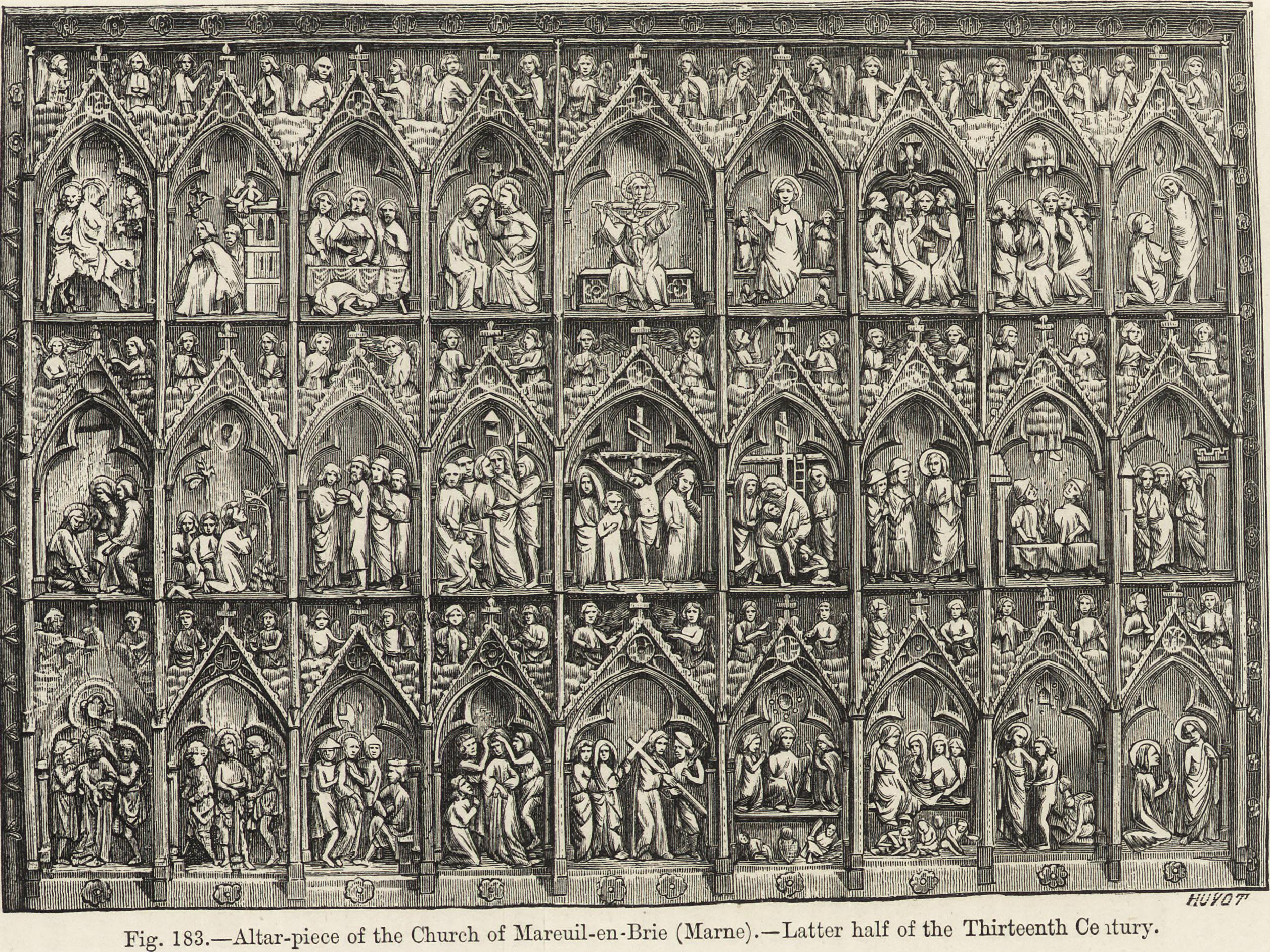
Retable et autel,
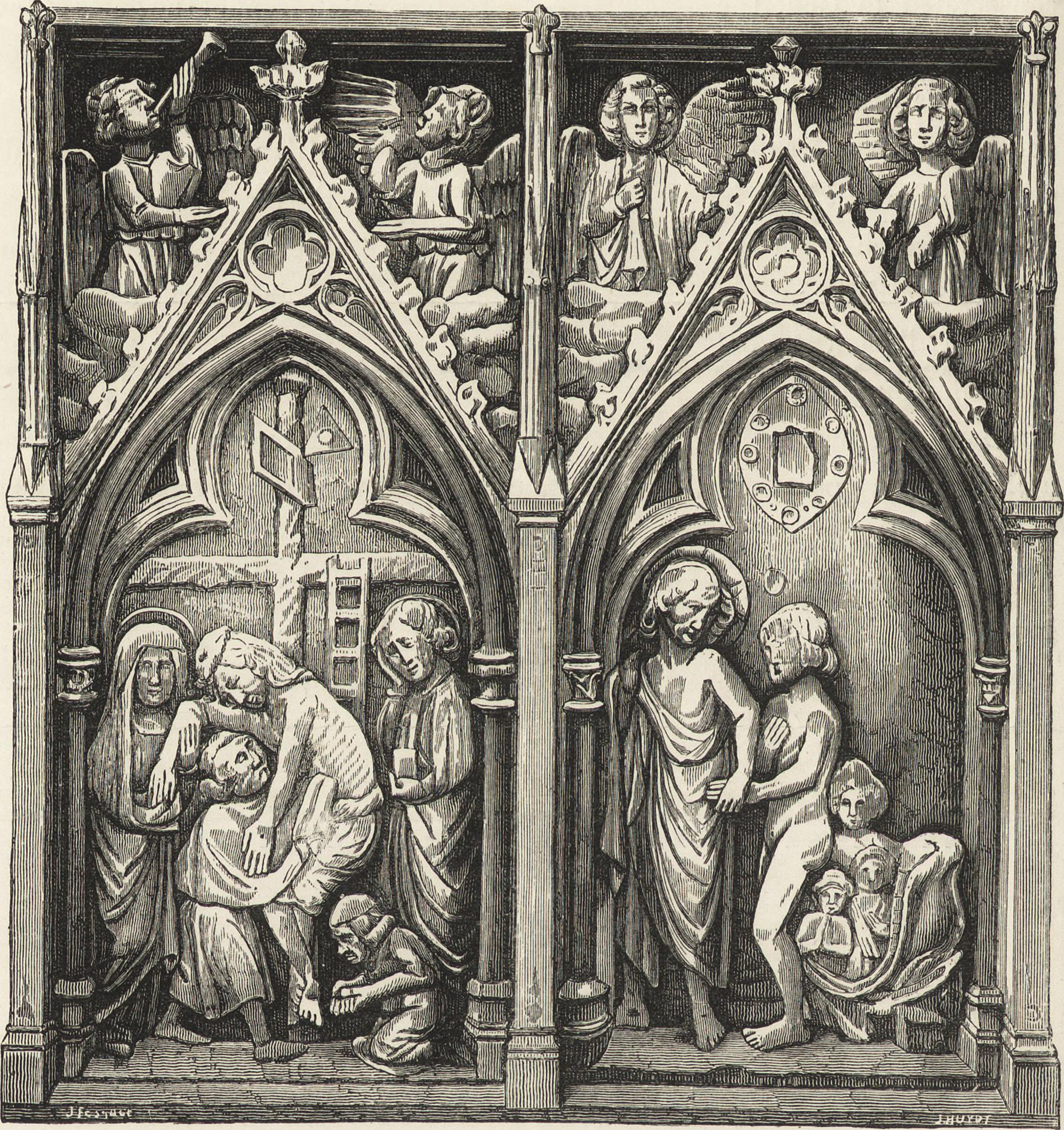
détail en 1870.